# 731 (szám)
A 731 (római számmal: DCCXXXI) egy természetes szám, félprím, a 17 és a 43 szorzata.

## A szám a matematikában
A tízes számrendszerbeli 731-es a kettes számrendszerben 1011011011, a nyolcas számrendszerben 1333, a tizenhatos számrendszerben 2DB alakban írható fel.
A 731 páratlan szám, összetett szám, azon belül félprím, kanonikus alakban a 171 · 431 szorzattal, normálalakban a 7,31 · 102 szorzattal írható fel. Négy osztója van a természetes számok halmazán, ezek növekvő sorrendben: 1, 17, 43 és 731.
A 731 négyzete 534 361, köbe 390 617 891, négyzetgyöke 27,03701, köbgyöke 9,00822, reciproka 0,0013680. A 731 egység sugarú kör kerülete 4593,00846 egység, területe 1 678 744,592 területegység; a 731 egység sugarú gömb térfogata 1 636 216 395,6 térfogategység.